# فهد السويلم
فهد حسين السويلم : لاعب كرة قدم سعودي.

## الحياة الشخصية
ولد في مدينة الخرج في عائلة رياضية تضم إلى جانبه شقيقاه سلمان ومازن وكلامها لاعبين كرة قدم.

## مسيرة اللاعب
كانت بداياته مع نادي النصر حيث مثل فريق الناشئين في ذلك الوقت ومن بعده درجة الشباب والفريق الأولمبي .
خلال موسم 2013 - 2014 قام مدرب الفريق بالاستفادة منه كرأس حربة نظرا لمهارته في الضربات الرأسية وقوة تسديداته.

### مركز اللاعب
بداية مسيرته كان يلعب في خانة قلب الدفاع وقد برز في هذه الخانة بشكل لافت وخصوصا أنه متميز في الضربات الرئيسة وعندما رأى مدرب الفريق الأولمبي في نادي النصر تميزه في التسديد بالإضافة لتميزه في الكرات العالية
غير خانة اللاعب إلى رأس حربة . وقد سجل من بداية الموسم إلى الآن خمسة أهداف تنوعت ما بين الرأس والقدم.

### مسيرته الاحترافية
في عام 2012 م وقع عقد احتراف مع نادي النصر لمدة 3 سنوات لعب بعدها في نادي الخليج وفسخ عقده مع الخليج في عام 2017 و وقع بعدها مع نادي الشعلة و بعدها وقع مع نادي الأنصار وبعدها مع نادي حطين ونادي الوشم ونادي الشرق ونادي الجيل ونادي الوشم ونادي السد.

## وصلات خارجية
- فهد السويلم على موقع Soccerway.com (الإنجليزية)
- فهد السويلم على موقع كووورة